# Goleš, Srbija
Goleš (izvirno srbsko Голеш) je naselje v Srbiji, ki upravno spada pod Občino Bosilegrad; slednja pa je del Pčinjskega upravnega okraja.

## Demografija
V naselju živi 30 polnoletnih prebivalcev, pri čemer je njihova povprečna starost 45,4 let (34,0 pri moških in 53,5 pri ženskah). Naselje ima 15 gospodinjstev, pri čemer je povprečno število članov na gospodinjstvo 2,40.
Prebivalstvo je večinoma nehomogeno, a v času zadnjih treh popisov je opazno zmanjšanje števila prebivalcev.
|  |

| Demografija | Demografija     | Demografija     |
| Leto        | Št. prebivalcev | Št. prebivalcev |
| ----------- | --------------- | --------------- |
|             |                 |                 |
|             |                 |                 |
|             |                 |                 |
|             |                 |                 |
| 1948        | 135             |                 |
| 1953        | 138             |                 |
| 1961        | 126             |                 |
| 1971        | 113             |                 |
| 1981        | 71              |                 |
| 1991        | 41              | 41              |
| 2002        | 44              | 36              |
|             |                 |                 |

| Etnična sestava po popisu iz leta 2002 | Etnična sestava po popisu iz leta 2002 | Etnična sestava po popisu iz leta 2002 | Etnična sestava po popisu iz leta 2002 | Etnična sestava po popisu iz leta 2002 |
| -------------------------------------- | -------------------------------------- | -------------------------------------- | -------------------------------------- | -------------------------------------- |
| Bolgari                                | Bolgari                                |                                        | 18                                     | 50,0%                                  |
| Srbi                                   | Srbi                                   |                                        | 8                                      | 22,22%                                 |
| Makedonci                              | Makedonci                              |                                        | 8                                      | 22,22%                                 |
| Jugoslovani                            | Jugoslovani                            |                                        | 1                                      | 2,77%                                  |
| Neznano                                | Neznano                                |                                        | 0                                      | 0,0%                                   |